# 西女満別駅

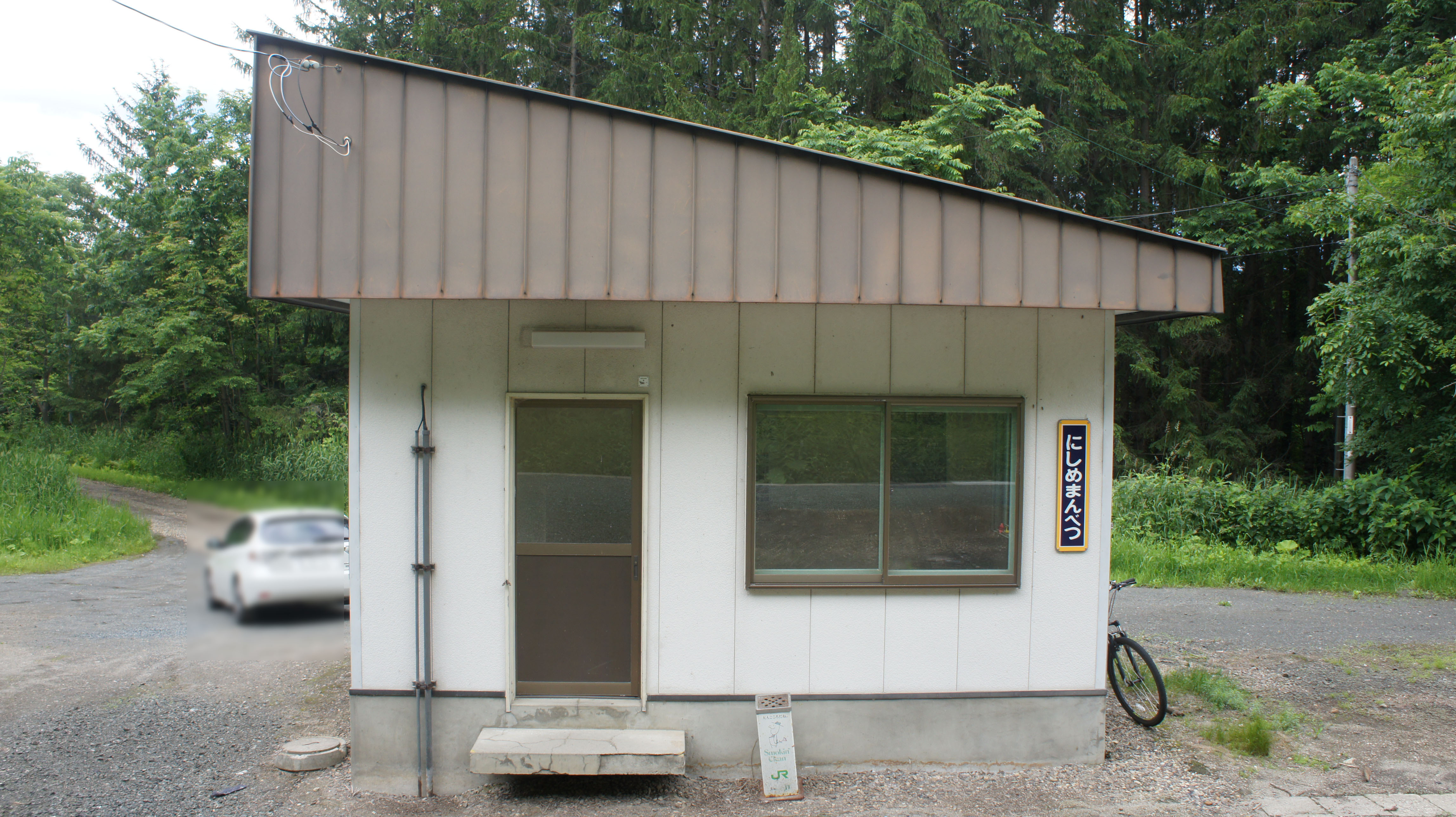
ホーム側から見た駅舎（2018年7月）

西女満別駅（にしめまんべつえき）は、北海道網走郡大空町女満別本郷にある北海道旅客鉄道（JR北海道）石北本線の駅である。電報略号はニメ。事務管理コードは▲122532。駅番号はA66。

## 歴史

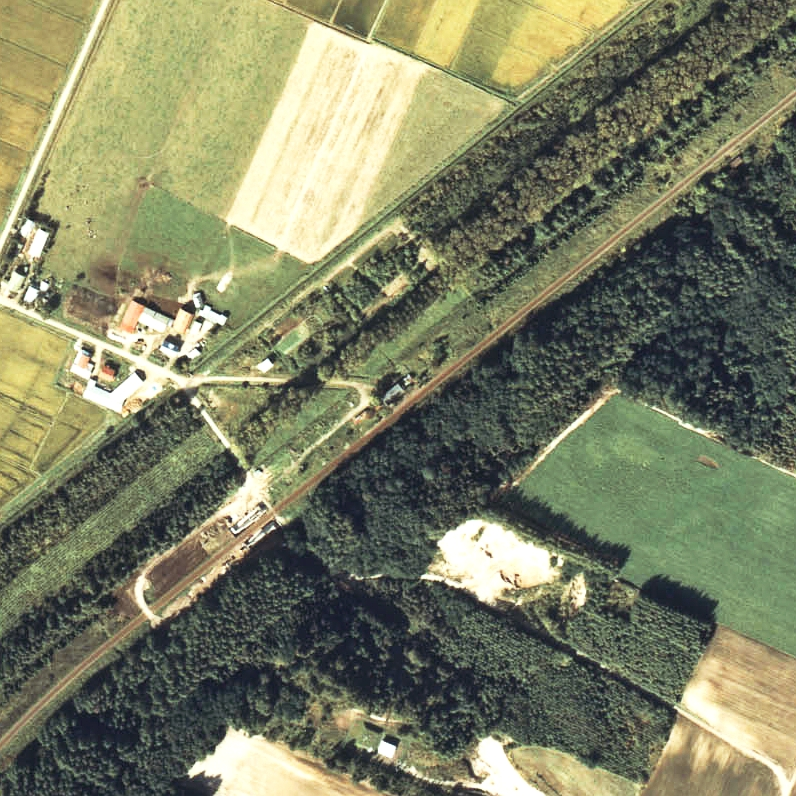
1977年の西女満別駅と周囲約500m範囲。右上が網走方面。

西女満別駅は、近くを線路が通っているにもかかわらず女満別駅を利用しなければならなかった周辺の住民が、1946年（昭和21年）10月10日に22名の連名により、国鉄の北見管理部に対して「よしの駅設置請願書」を提出したことに始まる。この請願を受けて仮乗降場が設置されることになった。駅の建設は地元住民の無償工事で行われ、当初は現在地の約80メートル北側に建設する予定であったが、湿地帯のために埋め立て工事がうまくいかずに現在地に変更された。
こうして1947年（昭和22年）2月11日に旭野仮乗降場という名称で開設された。開業時には駅舎は未完成で、1949年（昭和24年）頃になって駅舎が完成した。
1950年（昭和25年）1月15日に駅に昇格し、西女満別駅となった。翌1951年（昭和26年）には貨物ホームが新設されたが、地盤沈下のために3年ほどで使用されなくなった。しかし農産物の出荷は引き続き行われた。この頃、駅員3人が勤務し、1日50人程度の駅利用があって、かつては冬季には休学しなければならなかった高校生も通年で通学できるようになった。
自動車の普及につれて駅の利用は減少し、1983年（昭和58年）には荷物営業が廃止され、駅が無人化された。

### 年表
- 1946年（昭和21年）10月10日：地域住民22名の連名により、国鉄の北見管理部に対して「よしの駅設置請願書」が提出される[3]。
- 1947年（昭和22年）2月11日：鉄道省網走本線の旭野仮乗降場（あさひのかりじょうこうじょう）として開業[1]。旅客のみ取扱い[1]。
- 1949年（昭和24年）
  - 6月1日：公共企業体である日本国有鉄道に移管。
  - 同年頃：地域住民が資材を集め、駅舎が完成する[3]。
- 1950年（昭和25年）1月15日：駅に昇格の上西女満別駅と改称し、荷物の取扱いを開始[4]。
- 1951年（昭和26年）：貨物ホーム新設[3]。
- 1961年（昭和36年）4月1日：新旭川駅 - 網走駅間を石北本線に改称。同線所属となる。
- 1963年（昭和38年）4月1日：業務委託駅となる[3]。
- 1983年（昭和58年）1月10日：荷物取扱い廃止[1]。無人化[5]。
- 1987年（昭和62年）4月1日：国鉄分割民営化によりJR北海道に継承[1]。
- 2005年（平成17年）10月3日：北見駅 - 当駅 - 女満別空港でデュアル・モード・ビークルの実証実験を実施[3]（走行試験は同年9月 - 10月）。
- 2025年（令和7年）3月15日：同日のダイヤ改正で石北本線の輸送体系が見直され次のように変更[6][JR北 1]。
  - 普通列車削減の代替で特別快速「きたみ」が網走駅まで運転区間を延長した快速「きたみ」となり、当駅も停車。
  - 夜間に当駅を通過していた下り最終普通列車が廃止され、下り列車は全列車停車となる。
  - 早朝に新設の上り始発普通列車が当駅を通過するようになる[注釈 1]。

### 駅名の由来
「女満別」の西方にあるため。なお、請願時の名称であった「よしの駅」は当地が当時「芳野」と呼ばれていたことによる。

## 駅構造
単式1面1線のホームを持つ地上駅。網走駅管理の無人駅である。

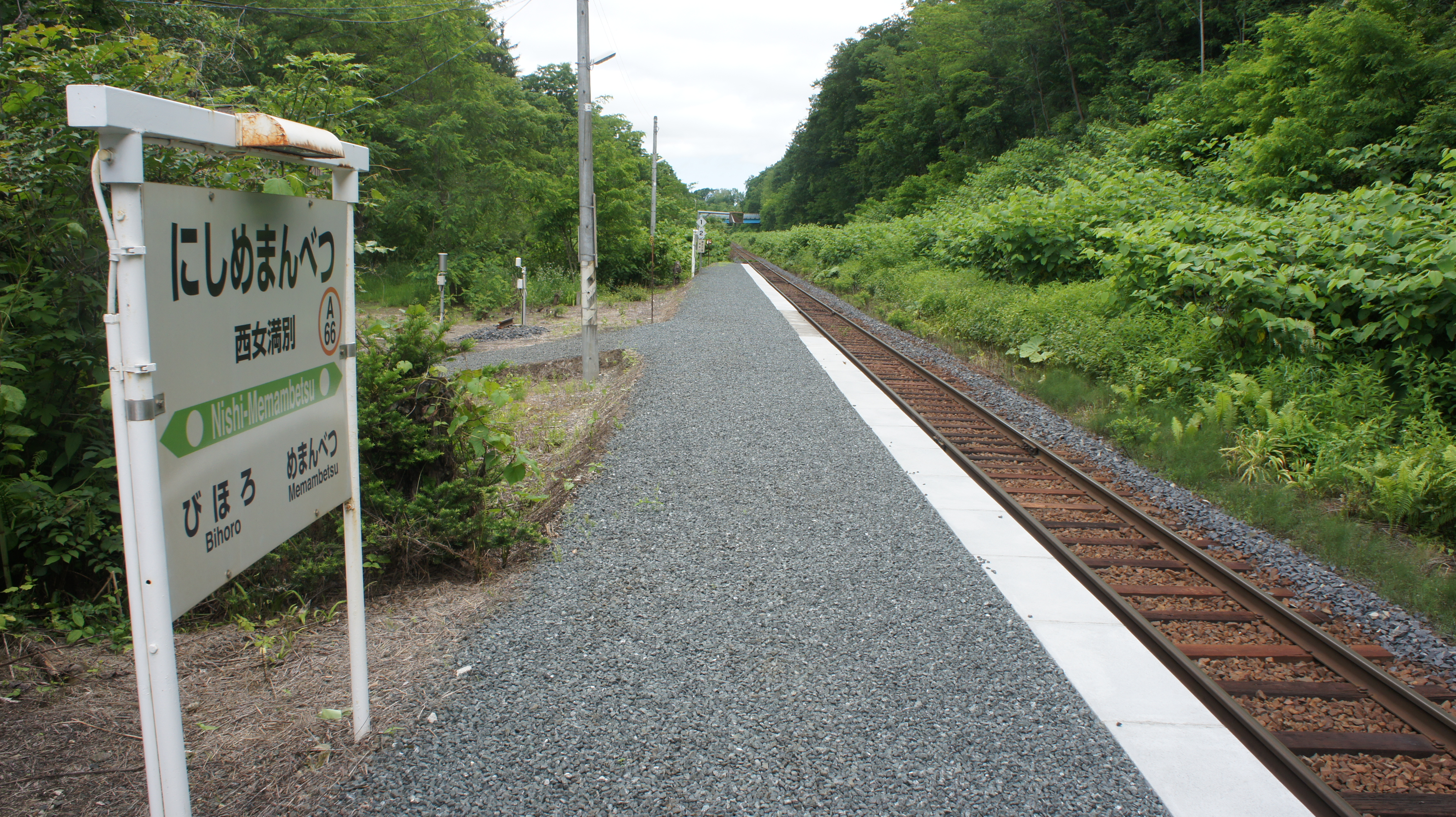
ホーム（2018年7月）
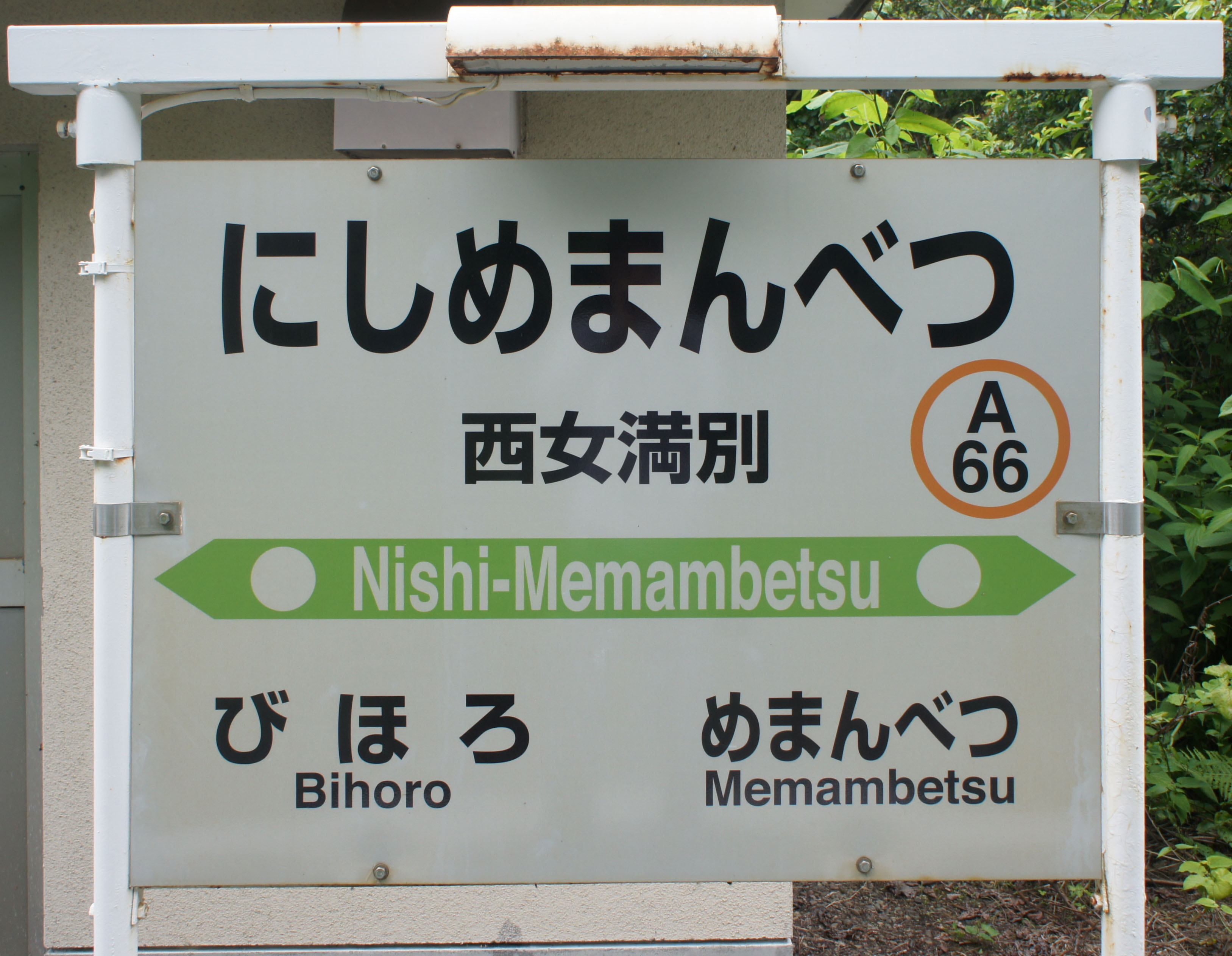
駅名標（2018年7月）

## 利用状況
乗車人員の推移は以下のとおり。年間の値のみ判明している年については、当該年度の日数で除した値を括弧書きで1日平均欄に示す。乗降人員のみが判明している場合は、1/2した値を括弧書きで記した。
また、「JR調査」については、当該の年度を最終年とする過去5年間の各調査日における平均である。
| 年度               | 乗車人員 | 乗車人員 | 乗車人員 | 出典       | 備考 |
| 年度               | 年間     | 1日平均  | JR調査   | 出典       | 備考 |
| ------------------ | -------- | -------- | -------- | ---------- | ---- |
| 1978年（昭和53年） |          | 24       |          | [ 8 ]      |      |
| 2016年（平成28年） |          |          | 4.8      | [ JR北 2 ] |      |
| 2017年（平成29年） |          |          | 4.8      | [ JR北 3 ] |      |
| 2018年（平成30年） |          |          | 4.4      | [ JR北 4 ] |      |
| 2019年（令和元年） |          |          | 5.4      | [ JR北 5 ] |      |
| 2020年（令和02年） |          |          | 5.8      | [ JR北 6 ] |      |
| 2021年（令和03年） |          |          | 6.8      | [ JR北 7 ] |      |
| 2022年（令和04年） |          |          | 7.4      | [ JR北 8 ] |      |
| 2023年（令和05年） |          |          | 8.6      | [ JR北 9 ] |      |

## 駅周辺
駅開業後の1985年（昭和60年）に女満別空港が現在地に移転したことで、直線距離で約800m、実際の道のりでは約2km の最寄り駅となっているが、特段接続を意識しての移転ではなかったため、交通機関による連絡はなく、特に冬期の接続にはタクシーの使用を推奨されている。駅周辺には畑、原野、民家が点在する。かつては駅前には小さな商店街が形成されていた。
- 国道39号
- 美幌バイパス女満別空港IC
- 北海道道64号女満別空港線
- 北海道道246号小清水女満別線

## 隣の駅
北海道旅客鉄道（JR北海道）
■石北本線

■普通（上り始発列車は当駅通過）
美幌駅 (A65) - 西女満別駅 (A66) - 女満別駅 (A67)